# Collevecchio
Collevecchio ist eine italienische Gemeinde in der Provinz Rieti in der Region Latium mit 1589 Einwohnern (Stand 31. Dezember 2023). Sie liegt 64 km nördlich von Rom und 49 km südwestlich von Rieti.

## Geographie
Collevecchio liegt am Rande der Sabiner Berge oberhalb des Tals des Tiber, der die Westgrenze der Gemeinde bildet. Die Ortsteile sind Cicignano und Poggio Sommavilla.
Die Nachbarorte sind Civita Castellana (VT), Magliano Sabina, Montebuono, Ponzano Romano (RM), Stimigliano, Tarano.

## Geschichte
Im Jahre 1198 ist Colavetus in den Steuerlisten des Vatikans genannt. Papst Innozenz IV. ordnete 1253 eine Vergrößerung des Siedlungsgebietes an, um die Einwohner des unten am Tiber gelegenen Ortes Mazzano aufzunehmen, die wegen der Malariagefahr umgesiedelt werden sollten. 1283 schloss sich der Ort der umbrischen Stadt Narni an, die damals eine Expansion versuchte. Im Jahre 1368 kam Collevecchio an Francesco Orsini aus der Linie von Monterotondo, bei der es bis 1594 blieb, als Valerio Orsini gestorben war: Es wurde der Camera Apostolica zugeordnet, bei der es bis 1861 verblieb. 1605 erhob Papst Paul V. Collevecchio zur Hauptstadt der Provinz Sabina, doch 1816 wurde der Regierungssitz nach Poggio Mirteto verlegt. Die Bedeutung Collevecchios zuvor wurde durch den Aufstieg einiger Familien in den päpstlichen Adel dokumentiert, so der Grafen Cerbelli, Coperchi und Menichini sowie der Marchesi Colangeli, Floridi und De Rossi. Seit 1927 ist es Bestandteil der italienischen Provinz Rieti. Im Jahre 1853 wurde ein Ortskataster angelegt.

## Bevölkerungsentwicklung
| Jahr      | 1861 | 1881 | 1901 | 1921 | 1936 | 1951 | 1971 | 1991 | 2001 |
| --------- | ---- | ---- | ---- | ---- | ---- | ---- | ---- | ---- | ---- |
| Einwohner | 1466 | 1661 | 1951 | 1865 | 2157 | 2132 | 1617 | 1462 | 1480 |

Quelle: ISTAT

## Politik
Federico Vittori (Lista Civica: Agora') wurde am 26. Mai 2019 der neue Bürgermeister.

## Sehenswürdigkeiten
- Die Collegiata della Santissima Annunziata ist ein ungewöhnliches Bauwerk. Sie besitzt zwei Rundbogenportale, aber nur einen Turm genau in der Mitte zwischen diesen in der Oberzone. Im Innenraum ist ein Kruzifixus zwischen zwei gemalten Figuren von Maria und Johannes vorhanden, dazu die Kopie eines Gemäldes von Rogier van der Weyden sowie andere Gemälde.
- Etwas außerhalb des Ortskerns steht die kleine Kirche Madonna del Refugio, die 1586 vollendet wurde und in der sich das Grab des Ortensio de Rossi befindet, der ein Gouverneur der Sabina war.
- Außerhalb des Ortes sind noch zwei andere Kirchen vorhanden, Santa Maria del Piano und Santa Maria d'Isciano. Letztere war die Patronatskirche von Blosio Palladio, dessen Wappen sich im Bogen einer Verkündigung befindet.
- Zwei Paläste haben einen öffentlichen Charakter, der Palazzo Apostolico und der Palazzo del Tribunale. Während der erstere Palast Sitz des päpstlichen Gouverneurs  war, stellte der zweite das Gefängnis dar, für das sich in einer Inschrift vollmundig Papst Pius VI. im Jahre 1778 einsetzte.
- Etliche Paläste der privaten Besitzer sind der Palazzo Menichini-Pistolini, der Palazzo Coperchi-Piacentini mit einer zweibogigen Loggia oben in der Rückfront, der Palazzo Filippi, der Palazzo Iacobelli und der Palazzo De Rossi, der zugleich das Rückportal des Borgo mit einem Diamantbogen bildet, die Porta Romana.

## Töchter und Söhne der Gemeinde
Biagio Pallai, genannt Blosio Palladio, päpstlicher Privatsekretär von etwa 1525 bis 1550 und bekannter Humanist.